# Josef Starkl
Josef Starkl II. (4. února 1929 Frauenhofen – 13. července 2005 Druhanice, část Chotusic) byl rakouský zahradník, šlechtitel růží a podnikatel působící od 90. let až do své smrti na území České republiky.
Jednalo se o majitele prvního zahradního centra v Rakousku. Jako první zavedl v Rakousku samoobslužný prodej v zahradních školkách[zdroj?]. Byl průkopníkem v oblasti zásilkového obchodu s živými rostlinami. Specializoval se na ovocné stromky a keře, okrasné dřeviny a především růže. V roce 1960 dovezl z USA balicí stroj, který umožňoval denně zabalit mnohonásobně více růží, než bylo v té době obvyklé. Rozšířil také nabídku odrůd růží na Evropském trhu a získal označení: Král růží.[zdroj?]
Starklův zásilkový obchod se ovšem rovněž stal terčem kritiky, pro sytě barevné fotografie v katalogu firmy, které zkreslovaly skutečnou barvu květů a vytvářely nesprávné představy o kvalitě a především o velikosti dodaného materiálu, což samozřejmě nelze klást za vinu prodejci. Změnu v celé situaci znamenalo převzetí společnosti v roce 2005 synem Josefem Starklem III. Přepracoval zcela původní strategii kritizovaných katalogů a propagačních materiálů a to jak v tištěné podobě, tak především v rámci internetového prodeje. Podle zveřejněných informací následně byla firma Josefa Starkla v letech 2010 až 2016 zvolena čtenáři časopisu Receptář Nejlepším zahradnictvím a získala ocenění ShopRoku 2015.
Josef Starkl byl v čele zahradnické rodiny Starklů sídlící ve Frauenhofenu. V roce 1992 založil zásilkový obchod a zahradní centrum s rozsáhlými školkami v Čáslavi v České republice. Zde se nadále věnoval šlechtění a pěstování růží. Každoročně organizoval v zahradním centru v Čáslavi rozsáhlé tematické výstavy rostlin. Zemřel v roce 2005 při práci ve svém zahradnictví v Česku.